# Telebasis levis
Telebasis levis là một loài chuồn chuồn kim trong họ Coenagrionidae.
Telebasis levis được miêu tả khoa học năm 2009 bởi Garrison.